# Ylva Holländer
Ylva Birgitta Holländer, född 5 juli 1955 i Boden, är en finländsk konstnär. 
Holländer genomgick Finlands konstakademis skola 1974–1979. Hon ställde ut första gången på De ungas utställning i Helsingfors 1977 och höll sin första separatutställning 1978. Figurmålningar, porträtt och människoansikten, ofta präglade av lekfullhet, har länge dominerat hennes motivkrets. Under en paus i målandet på 1980-talet experimenterade hon bland annat med textilskulpturer, och i början av 2000-talet har även hennes målningar antagit tredimensionella former. Hon har alltid varit öppen för olika riktningar inom konsten och har bland annat prövat på scenografi, grafisk formgivning, film och fotoinstallationer. Efter att helt ha övergått till ett figurativt måleri, har hon bland annat dokumenterat sig som en betydande akvarellmålare. Det lilla formatet har på senare tid varit utmärkande för både hennes figurbilder och akvareller. Hon har undervisat vid Borgå stads konstskola för barn och unga sedan 1988.